# Sedum wannanense
Sedum wannanense là một loài thực vật có hoa trong họ Crassulaceae. Loài này được X.H. Guo, X.P. Zhang & X.H. Chen miêu tả khoa học đầu tiên năm 1999.